# Sultanat Ägypten
Das Sultanat von Ägypten (türkisch Mısır Sultanlığı, arabisch السلطنة المصرية, DMG as-Salṭana al-miṣriyya, englisch Sultanate of Egypt) war ein kurzzeitiges Protektorat des Vereinigten Königreichs über Ägypten, das von 1914 bis 1922 bestand.

## Geschichte

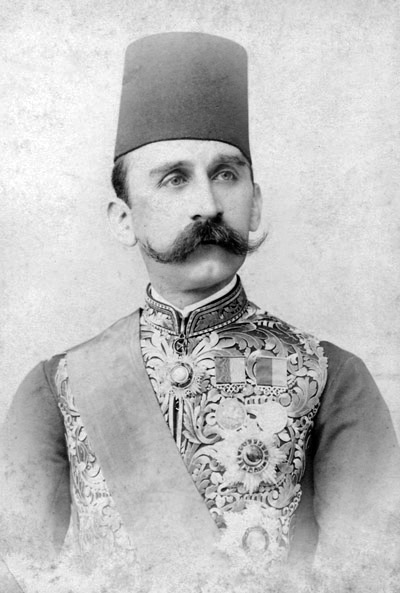
Sultan Hussein Kamil (1914–1917)

Zu Beginn des Ersten Weltkriegs plante das Vereinigte Königreich, das bereits seit dem siegreichen Anglo-Ägyptischen Krieg 1882 die britische Herrschaft im formal unter osmanischer Oberherrschaft stehenden Ägypten eingeleitet hatte, ein eigenes Protektorat über das bisherige Khedivat Ägypten zu errichten, um dieses so komplett aus dem osmanischen Einflussbereich herauslösen zu können. Am 19. Dezember 1914 setzten sie daher den Khediven Abbas Hilmi II. ab und ermutigten dessen Onkel, Hussein Kamil, ein Sultanat auszurufen und sich selbst zum Sultan zu erklären.
Gleichzeitig richtete das Vereinigte Königreich ein Kommissariat im Land ein, das Protektorat über Ägypten. Erster Hochkommissar war geschäftsführend bis 9. Januar 1915 Milne Cheetham, der von Henry McMahon abgelöst wurde.

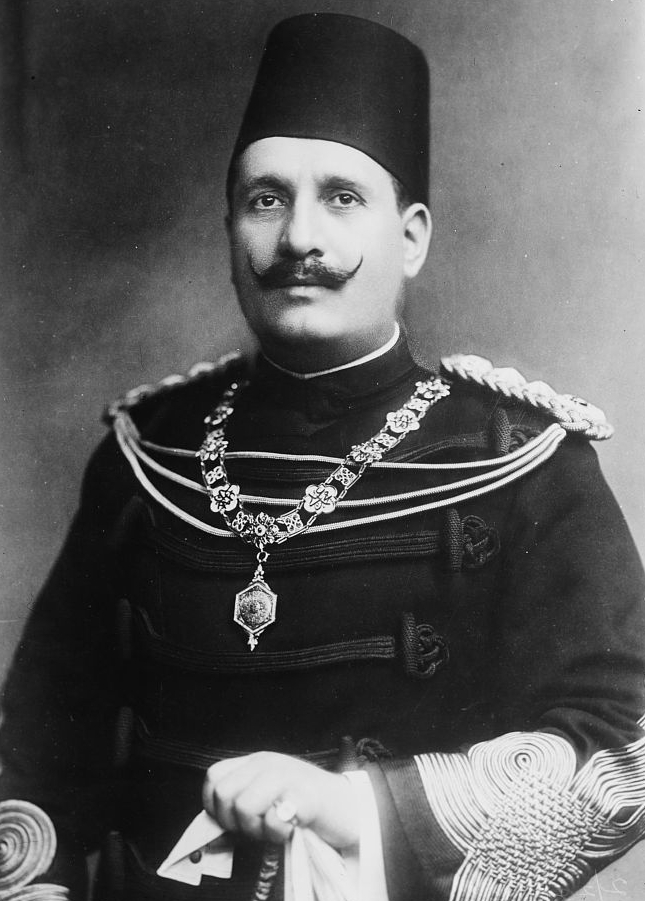
Sultan Fu'ād I. (1917–1922)

Die osmanische Armee setzte ab Januar 1915 bis zu 80.000 Soldaten in Marsch, um das Land zu erobern und die Briten zu vertreiben. Diese Armee wurde jedoch am 3. Februar 1915 in der Nähe des Sueskanals geschlagen und zurückgedrängt. Die Sinai-Halbinsel blieb zwar bis in das Jahr 1917 hinein ein Kriegsschauplatz, das Sultanat selbst war jedoch in dieser Zeit nicht mehr ernsthaft gefährdet.
Als die Briten 1919 der nationalistischen Wafd-Partei nach Ende des Ersten Weltkrieges die Teilnahme an der Pariser Friedenskonferenz verweigerten, kam es landesweit zu Streiks, Protesten und Unruhen. Daher setzte der britische Hochkommissar Edmund Allenby, Nachfolger von Reginald Wingate, sich für die Unabhängigkeit Ägyptens ein, da es andernfalls nur schwer zu halten sei.
Am 28. Februar 1922 erlangte das Land schließlich mit der Declaration of Egypt seine formelle Unabhängigkeit von Großbritannien, das sich jedoch einige Rechte im Land vorbehielt und weiterhin starken Einfluss ausübte. Zwei Wochen später, am 15. März 1922, rief der bisherige Sultan Fu'ād I. schließlich das unabhängige Königreich Ägypten aus. Die Erklärung wurde von Lord Curzon vom britischen Außenministerium bereits am 21. Februar an Allenby übersandt, jedoch erst am 28. Februar genehmigt und als Zirkulardepesche vom 15. März inhaltlich den britischen Auslandsvertretungen mitgeteilt, woraus sich unterschiedliche Zitierweisen des Datums ergeben. Der spätere Britisch-ägyptische Vertrag über die Unabhängigkeit vom 26. August 1936 zur Zeit des Nachfolgestaates Königreich Ägypten wurde durch Ägypten am 15. Oktober 1951 gekündigt, womit der britische Herrschaftseinfluss endete.